# Kelurahan Gunungpuyuh
Kelurahan Gunungpuyuh är en administrativ by i Indonesien.   Den ligger i provinsen Jawa Barat, i den västra delen av landet, 80 km söder om huvudstaden Jakarta.